# Concerto Grosso (Vaughan Williams)
Concerto Grosso is een compositie voor strijkorkest van de Britse componist Ralph Vaughan Williams (1872-1958). De componist schreef het stuk in 1949 en 1950 voor het orkest van de Rural Schools Music Association (muziekvereniging van plattelandsscholen) onder leiding van Sir Adrian Boult.

## Achtergrond
Vaughan Williams wilde een concerto grosso voor strijkorkest schrijven waarin delen voor beginnende, gevorderde en professionele strijkers zouden worden gecombineerd zonder muzikaliteit op te offeren. Hij begon eind 1949 met schrijven en was getuige van de eerste uitvoering op 18 november 1950 in de Royal Albert Hall in Londen.

## Delen
Het Concerto Grosso bestaat uit vijf delen:
- I. Intrada
- II. Burlesca Ostinata
- III. Sarabande
- IV. Scherzo
- V. March and Reprise